# Stöpgeshof
Stöpgeshof ist eine Ortschaft von Wipperfürth im Oberbergischen Kreis im Regierungsbezirk Köln in Nordrhein-Westfalen (Deutschland).

## Lage und Beschreibung
Der Ort liegt im Nordwesten der Stadt Wipperfürth im Tal des Flusses Wupper. Nordöstlich von Stöpgeshof entspringt der in die Neye mündende Stöpgeshofer Siefen. Nachbarorte sind Wipperhof Neye und Felderhof.
Politisch wird der Ort durch den Direktkandidaten des Wahlbezirks 10 (100) Neye und Felderhof im Rat der Stadt Wipperfürth vertreten.

## Geschichte
Um 1590 wird der Ort erstmals unter der Bezeichnung „Stopgens Hove“ in einem Erbenregister der katholischen Kirchengemeinde Wipperfürth genannt. Die Karte Topographia Ducatus Montani aus dem Jahre 1715 zeigt einen Hof und bezeichnet diesen mit „Stopgeshof“. Die Topographische Aufnahme der Rheinlande von 1825 zeigt auf umgrenztem Hofraum Stöpgeshof mit drei getrennt voneinander liegenden Grundrissen.

## Busverbindungen
Über die Haltestelle Stöpgeshof der Linie 337 (VRS/OVAG) ist der Ort an den öffentlichen Personennahverkehr angebunden.